# Onomichi
Onomichi (japanska: 尾道市  ?, Onomichi-shi) är en stad i Hiroshima prefektur i Japan. Staden fick stadsrättigheter 1898.